# 麥考密克論壇廣場及溜冰場
麥考密克論壇廣場及溜冰場（McCormick Tribune Plaza & Ice Rink）或稱麥考密克論壇廣場（McCormick Tribune Plaza）是位於美國伊利諾州芝加哥千禧公園內的一個多功能場地，於2001年12月20日成為千禧公園內首個開放的景點。 該廣場耗資320萬美元，由麥考密克論壇基金會捐贈資金建造。 廣場曾作為溜冰場、餐飲設施及短暫的露天展覽空間。
該廣場在冬季會轉為麥考密克論壇溜冰場（McCormick Tribune Ice Rink），是一個免費對公眾開放的戶外溜冰場。溜冰場一般從11月中旬至3月中旬開放四個月，每年接待超過10萬名滑冰愛好者，被認為是芝加哥冬季觀察人群的最佳地點之一。 該溜冰場特別由芝加哥文化事務局運營，而非由主管市內大部分主要溜冰場的芝加哥公園管理局運營。
在非溜冰季節，溜冰場會以公園燒烤廣場（Plaza at Park Grill）形式運營，是芝加哥最大的戶外餐飲設施。餐廳設有150個座位，在運營期間會舉辦各種美食活動及音樂會， 並與位於AT&T廣場及雲門下方設有300個座位的室內公園燒烤餐廳相連，可欣賞到公園的美景。

## 歷史
從19世紀中期以來，位於東邊密歇根湖和西邊環區之間的格蘭特公園一直是芝加哥的前院。其西北角（即位於門羅街以北，芝加哥藝術學院以北，密歇根大道以東，蘭道夫街以南和哥倫布大道以西的地區），直至1997年仍是伊利諾中央鐵路的鐵路場和停車場，其後被市政府開發為千禧公園。截至2007年，千禧公園僅次於海軍碼頭，成為芝加哥的第二大旅遊景點。

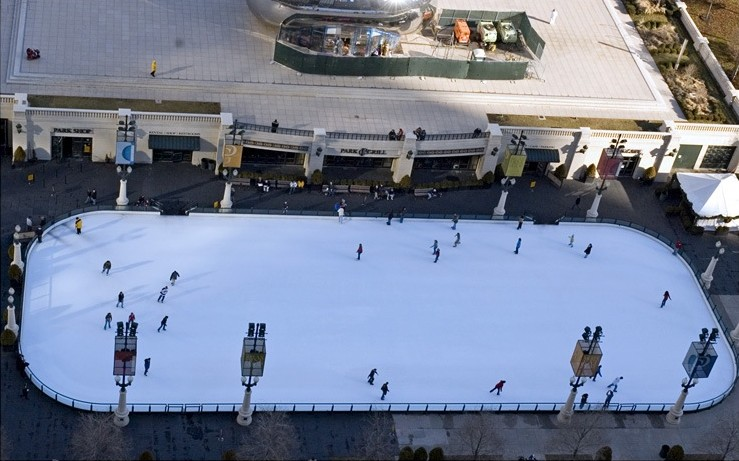
麥考密克論壇廣場溜冰場和AT&T廣場，背景為雲門

千禧公園計劃最初由時任芝加哥市長理查·麥可·戴利於1998年3月公佈，當中包括「一個冬季可以用作溜冰場的倒影池」。 建築公司斯基德莫、奧因斯與美林（Skidmore, Owings & Merrill）提出了公園的總體規劃；他們最初的設計是把溜冰場放在蘭道夫街上方，位於公園的北面。最終，麥考密克論壇廣場及溜冰場建在千禧公園的西邊。芝加哥論壇報普利策獎得主建築評論家布萊爾·卡明形容這一舉措為「妙招」，並讚揚了新位置，認為「溜冰者象徵著城市的全年活力」。 卡明指出，位於密歇根大道東側的位置使廣場和溜冰場的訪客可以欣賞歷史密歇根大道區的天際線。 廣場和溜冰場的設計還新增了設有300個座位的餐廳； 最終的建築設計由OWP&P Architects完成， 他們也是鄰近的瑞格利廣場的建築師。
儘管溜冰場的預算為500萬美元，實際建造費用僅為320萬美元（相當於今天的550.6萬美元），成為少數幾個能夠低於預算完成的千禧公園景點之一。 溜冰場由麥考密克論壇基金會資助並命名，以紀念前《芝加哥論壇報》持有人和出版商羅伯特·盧瑟福·麥考密克。麥考密克論壇基金會同時支持麥考密克論壇自由博物館和麥考密克論壇校區中心的營運，而這兩個設施也位於芝加哥。
麥考密克論壇廣場及溜冰場是千禧公園內首個開放的景點，於2001年12月20日舉行了盛大的開幕儀式， 比千禧公園地下停車場提前幾週開放。市長戴利、麥考密克論壇基金會董事會主席約翰·W·麥迪根、千禧公園私人捐助團體負責人約翰·布萊恩、演員邦妮·亨特和其他本地名人參加了這次活動。 新溜冰場被視為「州街滑冰場」的替代品，該公共滑冰場位於州街，於2001年關閉。
從2002年6月21日到9月15日，麥考密克論壇廣場舉辦了千禧公園的首次展覽， 法國航空攝影師揚·阿瑟斯-貝特蘭的《艾索倫 呈獻：空中看地球》（Exelon Presents Earth From Above）。阿瑟斯-貝特蘭利用飛機和直升機在60多個國家的每一個大陸上拍攝， 並在數十個城市展示了120多張這些照片，從巴黎開始，包括東京和日內瓦。 2002年夏天，與展覽相關的書籍已售出超過150萬本， 這些照片在巴西、黎巴嫩、波蘭、瑞典、德國、英國、挪威、匈牙利和俄羅斯的伏爾加河沿岸展出。
芝加哥是首個舉辦《空中看地球》（Earth From Above）展覽的美國城市。 展覽展示了4乘6-英尺（1.2乘1.8-）的照片，這些照片被覆蓋在薄薄的5乘7.5-英尺（1.5乘2.3-）鋁板上，從而保護它們免受紫外線的傷害。 照片包括自然美景，如建在珊瑚礁上的菲律賓巴瑤族村莊、馬達加斯加的岩石構造、愛奧尼亞群島的入口（這裡是瀕危海龜的家園），以及名建築代表，如凡爾賽宮和伊斯坦布爾的聖索菲亞大教堂。展覽還展示了一些悲劇的場景，如1999年土耳其地震和亞馬遜雨林的破壞。 展覽使用光伏太陽能板在白天儲存電能，然後在夜間照亮展覽。
2006年由尼古拉斯·凱奇主演的電影《氣象人生》，部分拍攝場面就在這個溜冰場取景。 2008年，千禧公園舉辦了一場名為「現代冰雪博物館」的冬季慶祝活動。安裝包括一個95乘12-英尺（29.0乘3.7-）的冰牆和由戈登·哈洛蘭創作的大型抽象畫，這些被命名為《零下畫作》畫作，嵌入麥考密克論壇溜冰場。 在2008-2009年，落選了的芝加哥申辦2016年夏季奧運會的標誌展示在溜冰場的冰面上。
該溜冰場作為2011年全美冰球週末的「總部」；電視節目《國家廣播公司國家冰球聯盟》於當年2月20日在溜冰場進行了其工作室報導。前國家冰球聯盟中鋒小愛德華·沃爾特·奧爾奇克在千禧公園溜冰場滑冰，並捧著史丹利盃開場。

## 詳情

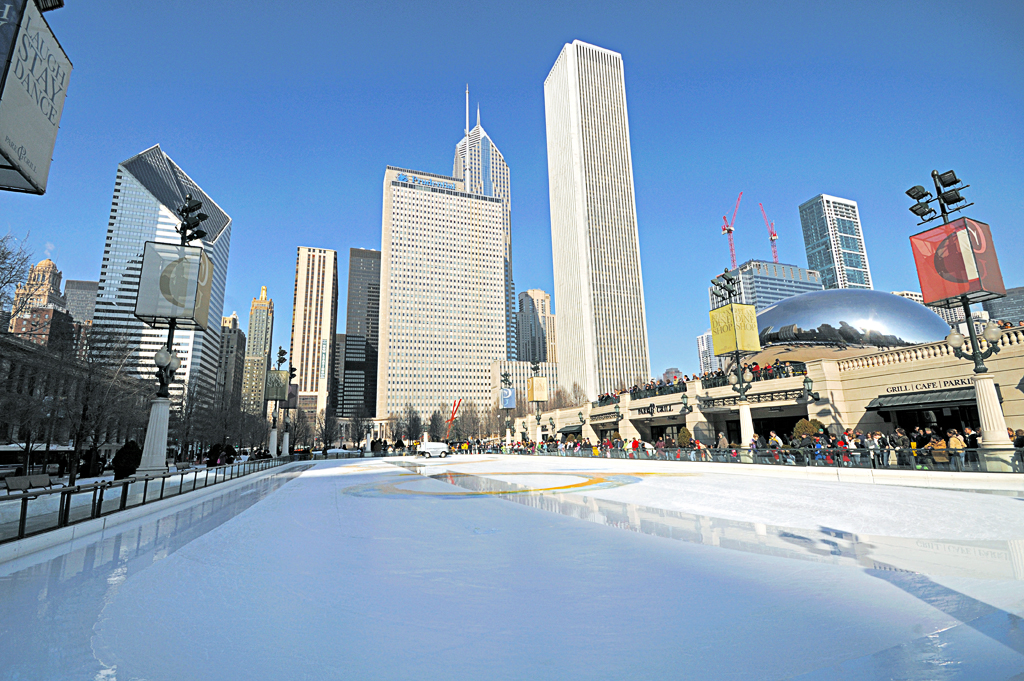
從溜冰場南端觀看的景緻

麥考密克論壇廣場的溜冰場面積為200乘80英尺（61乘24）。溜冰場呈弧型，總滑冰面積為15,910平方英尺（1,478平方）, 評論家布萊爾·卡明稱其為「充裕的面積」。 作為對比，這比紐約市洛克菲勒中心的溜冰場面積要大得多，後者的尺寸為120乘60英尺（37乘18）。
千禧公園溜冰場有一個大廳，為滑冰者提供了與自然環境隔離的休息區，還有廁所和公共儲物櫃。 在2003-04賽季期間，該溜冰場共出租了77,667雙冰鞋。 到2009-2010年第九個賽季，它每年吸引超過100,000名滑冰者。儘管溜冰場的開放取決於天氣，但它還配備了先進的冷卻系統，即使在異常溫暖的天氣下也能保持冰面。因此，溫度並不是決定是否關閉溜冰場的唯一因素。 在對廣場和溜冰場的評論中，卡明給予了兩顆星（滿分四顆星），稱該結構「穩固但不顯著」，並讚揚了其全年用途。
當溜冰場關閉時，其表面變成了一個150座的咖啡館，補充了300座的室內公園燒烤餐廳。 街道層面特徵如麥考密克論壇廣場與高架特徵如雲門和AT&T廣場相連，這些特徵位於公園燒烤餐廳上方，可以通過帶有欄杆的樓梯到達。

## 營運

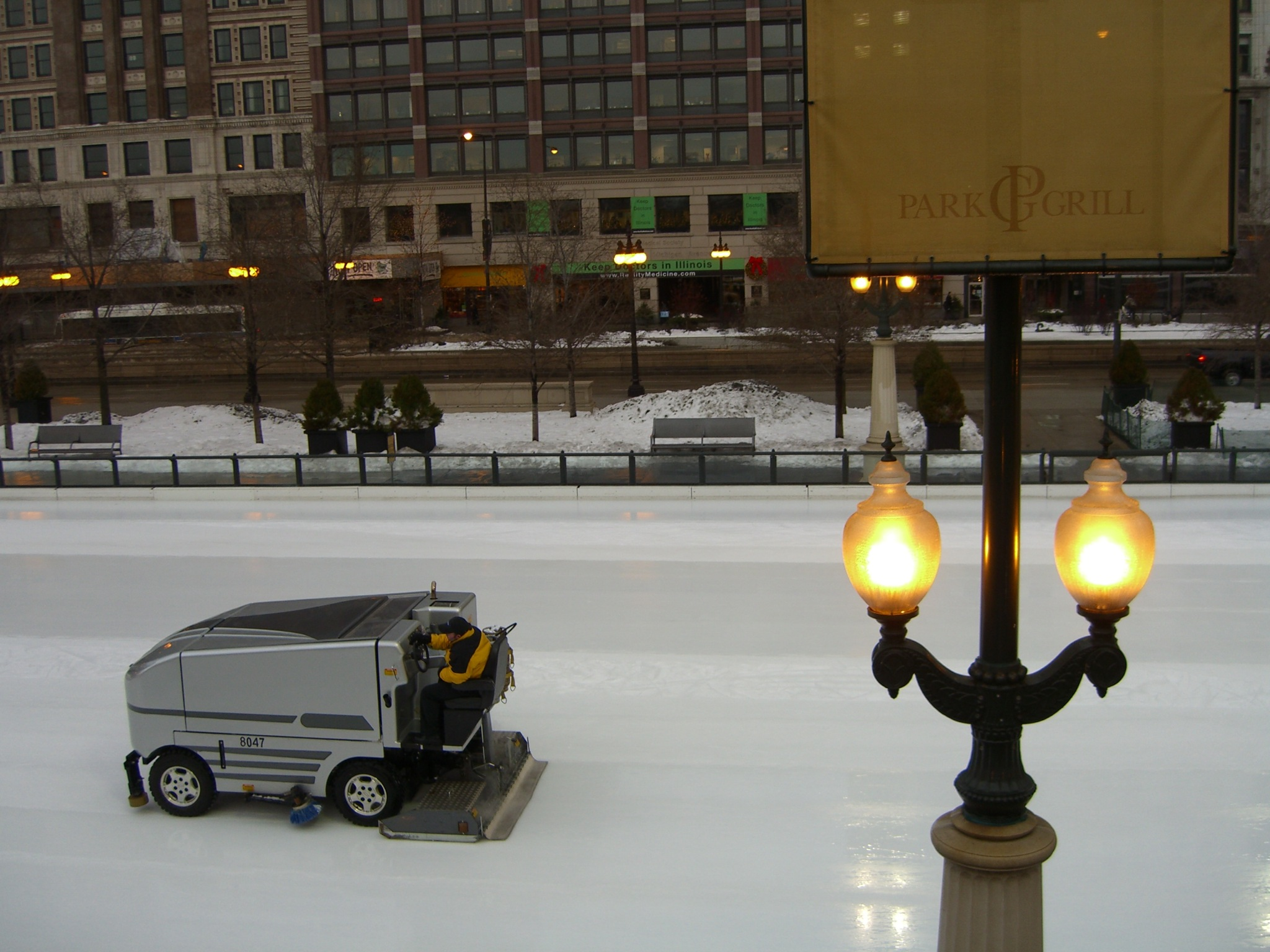
麥考密克論壇溜冰場上的洗冰車每兩小時運行一次。

到2006年和2007年，麥考密克論壇溜冰場是由芝加哥公園管理局運營的幾個溜冰場之一。 從那時起，儘管芝加哥公園管理局仍運營著十個公共溜冰場， 千禧公園的溜冰場由芝加哥文化事務局的一個部門運營， 該部門直屬於芝加哥市政府。

### 溜冰場

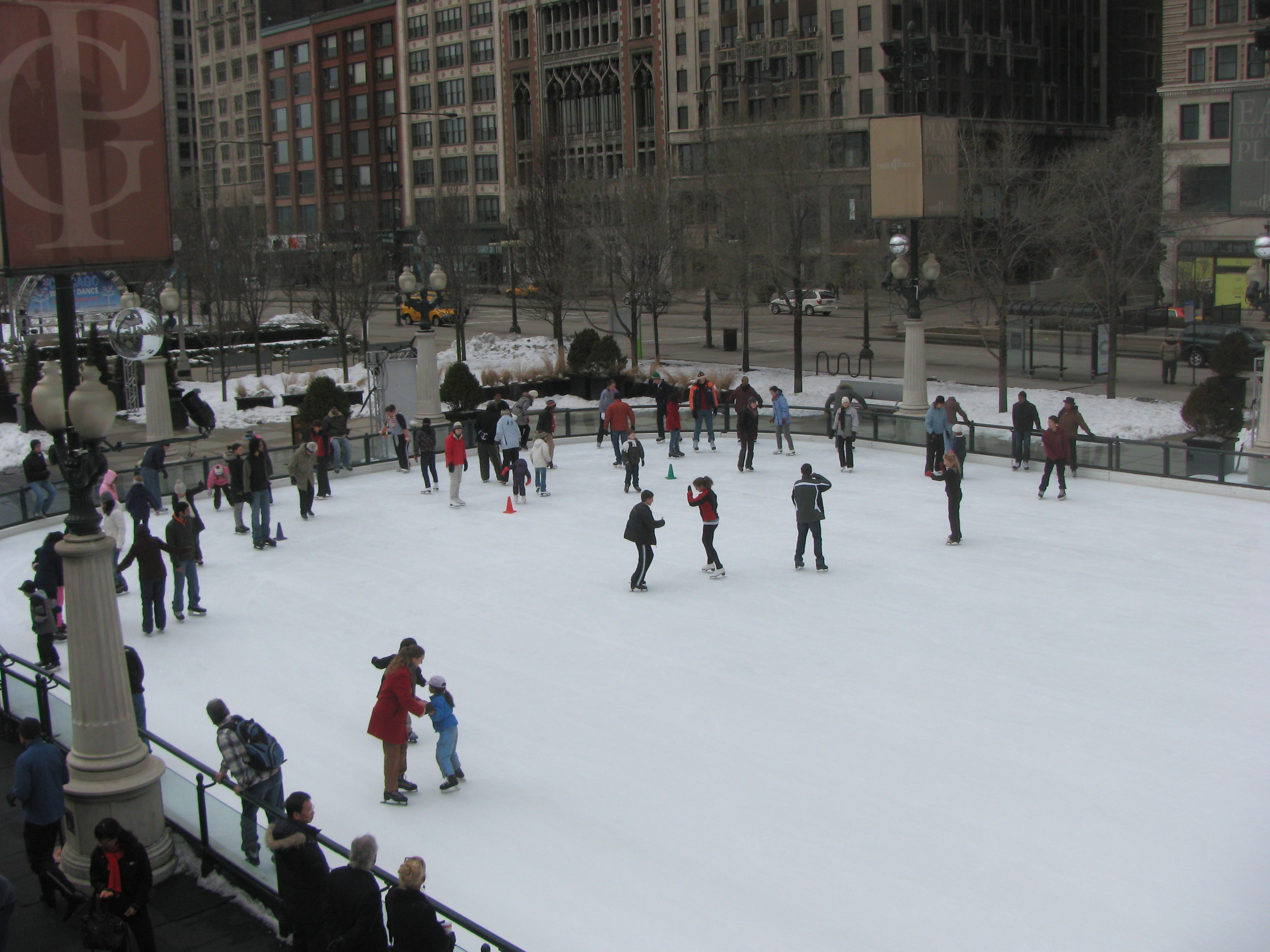
2010年2月芝加哥冬季舞蹈表演

麥考密克論壇溜冰場通常每週七天開放，下午和晚上開放，週末開放時間更長。 然而，它有時會因私人活動而關閉。 滑冰是免費的，冰鞋租賃費用為每雙$7。 除了第一年，該溜冰場通常計劃於每年11月中旬至3月中旬開放，視天氣而定。 在2009-10冬季賽季，溜冰場預定於2009年11月20日至2010年3月14日開放，感恩節、聖誕前夕、聖誕節和新年前夕的假期時間有所縮短。 滑冰伴隨著擴音器音樂， 假日期間主要是節日音樂。
溜冰場在週末和學校休課的時候人流量較大。 像聖誕前夕和情人節這樣的浪漫節日也會非常擁擠。 溜冰場是冬季的一個受歡迎的觀賞人群地點； 許多人從AT&T廣場上方和東側觀看麥考密克論壇廣場的活動。 溜冰場如此受歡迎，以至於當2005年11月天氣過於溫暖而無法開放時，這一消息成為國際新聞。 《美國和加拿大必遊的1000個地方》一書建議在滑冰季節造訪麥考密克論壇廣場，並將千禧公園描述為著名景點。
溜冰場亦曾經舉辦主題滑冰。在2008年12月13日星期六，溜冰場鼓勵訪客穿著聖誕老人服裝，第二天則穿著喪屍服裝，以締造冰上最多喪屍的吉尼斯世界紀錄。 溜冰場還作為年度芝加哥冬季舞蹈節的主辦地點；在節日期間，溜冰場提供一個月的免費滑冰課程和展示，並在杰·普利茲克露天音樂廳舞台的玻璃門後提供免費舞蹈課程。

### 公園燒烤廣場

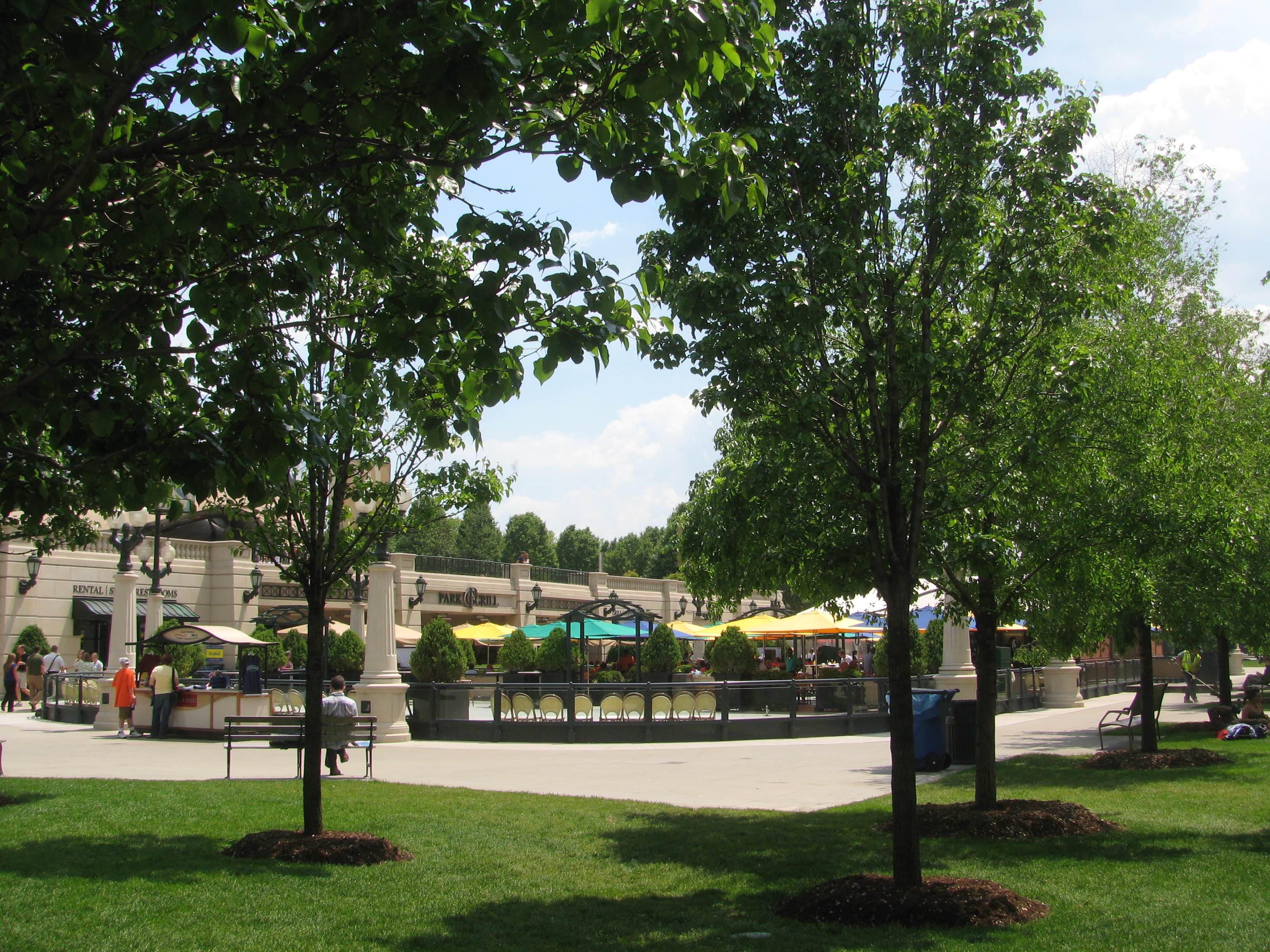
從西北方觀賞廣場夏季的景象

在休賽期的大部分時間裡，溜冰場上會改為設有 150 個座位、被稱為「公園燒烤廣場」 (Park Grill Plaza)的咖啡館，提供露天用餐服務。 。這種戶外用餐體驗與均位於 AT&T 廣場雲門下的「公園燒烤餐廳」(Park Grill Restaurant)和「公園燒烤咖啡廳」(Park Grill Cafe)相題並論。 建築評論家布萊爾·卡明將「公園燒烤」的園內用餐體驗與紐約的綠苑酒廊和芝加哥的布勞爾咖啡廳（Cafe Brauer）進行了比較。 公園燒烤廣場是芝加哥最大的戶外用餐場地， 並舉辦各種活動，包括名為「燒烤廚師」的慈善活動，嘉賓可與受邀廚師互動，而這些廚師將競爭製作最佳菜餚。這裡還舉辦品酒會， 夏季期間，公園燒烤廣場每週四舉辦音樂表演。 在滑冰季節，公園燒烤咖啡廳會在溜冰場邊設置餐桌，並提供外賣和外帶服務。 戶外用餐服務於五月開始。
麥考密克論壇廣場和溜冰場是公園內兩個設有無障礙廁所的設施之一；另一個是杰·普利茲克露天音樂廳。廁所則位於公園燒烤餐廳旁邊。 儘管麥考密克廣場是冬季的焦點，但公園這些設施的廁所並未有加熱設備以便冬季使用。
根據旅遊雜誌《福多爾》，這家餐廳以風景彌補了服務的不足。 然而，Citysearch對服務持正面評價。 Metromix、《福多爾》和《弗羅默旅行指南》都讚揚了餐廳的位置， 這家餐廳提供新美國料理。 《弗羅默旅行指南》給這家餐廳2星（滿分3星），並指出餐廳有兒童菜單以滿足眾多來公園的家庭。 Metromix指出，這家餐廳以其招牌公園燒烤漢堡而聞名。廣場的北區被命名為北休息區，設有休息用的家具；它有一個獨特的菜單，包括廣場的菜單選項，以及自己的特色菜。 室內餐廳可容納300人，設有VIP房間， 並提供晚餐、午餐和週末早午餐。

## 外部連結
- City of Chicago Millennium Park （页面存档备份，存于）
- Millennium Park map 的存檔，存档日期July 11, 2017，.
- City of Chicago Loop Community Map （页面存档备份，存于）

Template:Chicago
41°52′57.68″N 87°37′25.55″W / 41.8826889°N 87.6237639°W